# Dekanat Nowy Żmigród
Dekanat Nowy Żmigród – dekanat diecezji rzeszowskiej składający się z 12 parafii:
- Desznica – Matki Bożej Niepokalanej
  - Świątkowa Mała – kościół filialny w dawnej cerkwi
  - Świątkowa Wielka – kościół filialny w dawnej cerkwi
- Faliszówka – Dobrego Pasterza
- Głojsce – św. Maksymiliana Kolbe
- Kąty – Matki Bożej Królowej Polski
- Krempna – św. Maksymiliana Kolbe
  - Grab – kościół filialny Matki Boskiej Śnieżnej
  - Kotań – kościół filialny w dawnej cerkwi
  - Krempna – zabytkowa cerkiew
- Łężyny – św. Mikołaja
- Nienaszów – Wniebowzięcia Najświętszej Maryi Panny
- Nowy Żmigród – Świętych Apostołów Piotra i Pawła
- Polany – Matki Bożej Częstochowskiej
  - Huta Polańska – kościół filialny św. Jana z Dukli i św. Huberta
  - Myscowa – kościół filialny w dawnej cerkwi
  - Olchowiec – kościół filialny w dawnej cerkwi
- Samoklęski – św. Marii Magdaleny
  - Mrukowa – kościół filialny Najświętszej Maryi Panny Matki Kościoła
  - Pielgrzymka – kościół filialny św. Jana z Dukli
- Skalnik – św. Klemensa Papieża
  - Brzezowa – kościół filialny św. Wojciecha i św. Karoliny Kózkówny
- Stary Żmigród – św. Katarzyny
  - Łysa Góra – kościół filialny św. Floriana